# Centrale nucleare Enrico Fermi
La centrale nucleare Enrico Fermi di Trino (provincia di Vercelli) è uno dei quattro impianti italiani, ora dismessi, di produzione di energia elettrica da fonte nucleare; aveva un unico reattore da 270 MW di potenza elettrica lordi e 260 MW netti, a uranio a basso arricchimento (circa il 4,5%), moderato ad acqua leggera e raffreddato secondo lo schema ad acqua pressurizzata (PWR).
Costruita dal 1961 al 1964 da un consorzio misto di produttori privati e pubblici, e finanziata per più della metà del suo costo totale da capitali pubblici italiani (tramite la Finelettrica) e statunitensi (tramite la Export-Import Bank, che coprì da sola il 50% della spesa), entrò in esercizio nel 1965 e quasi subito passò all'Enel, l'ente nazionale di energia elettrica formatosi solo due anni prima, che la esercì fino al 1987, anno di cessazione del servizio; nel 1999 l'Enel ne conferì la proprietà alla propria consociata SOGIN, successivamente passata allo Stato, la quale è incaricata di curare la bonifica ambientale del sito.
Il reattore di Trino aveva un gemello in Francia, il reattore A della centrale nucleare di Chooz: in esercizio dal 1970 al 1990, forniva 300 MW di potenza elettrica alla rete.

## Storia

### Inizio del programma nucleare italiano
La centrale nucleare di Trino è il frutto della prima iniziativa industriale avviata in Italia in campo nucleare.
Tale iniziativa fu presa all'indomani della prima Conferenza di Ginevra del 14 ottobre 1955 e vide come attore principale la società Edison.
Nel dicembre 1955 fu costituita la Società Elettronucleare Italiana, fondata da FIAT e Montecatini e partecipata da Edison Volta, Società Adriatica di Elettricità, Società Romana di Elettricità, SELT-Valdarno, Società Generale Elettrica della Sicilia, Società Meridionale di Elettricità, Società Idroelettrica Piemonte, AST e Società Trentina di Elettricità nonché, dal 1957, anche dalla parastatale Finelettrica con il 15%, in accordo con la società statunitense American Machine & Foundry (Westinghouse) e sottoscrizione paritetica del capitale da parte di elettroproduttori privati (Edison, SADE, Romana, SELT-Valdarno e SGES) e pubblici (IRI-Finelettrica con SME, SIP, Terni e Trentina).

### La costruzione della centrale
Nel dicembre 1956 l'Edison sottoscrisse con la Westinghouse Electric Company una lettera d'intenti per la fornitura di un reattore PWR da 134 MW elettrici, analogo a quello della centrale sperimentale di Yankee Rowe della Yankee Atomic Elettric Company.
In attesa delle approvazioni governative il progetto della centrale di Trino fu rivisto rispetto al progetto originario: con il progredire della tecnologia nucleare ci fu un notevole incremento della potenza del reattore, portando gli iniziali 615 MW termici e 186 MW elettrici ai finali 870 MW termici e 272 MW elettrici per un'energia totale di circa 1 TWh/anno, con la peculiarità di avere - con un unico reattore - due gruppi turbogeneratori grazie all'aumento di potenza possibile con la modifica del sistema di controllo in corso d'opera di costruzione.
Nel luglio 1960 l'agenzia statunitense di credito all'esportazione Export-Import Bank concesse al consorzio un maxi-prestito di 34 milioni di dollari (pari a circa 20 miliardi di lire dell'epoca); tale finanziamento copriva circa la metà del costo totale dell'impianto, calcolato in circa 40 miliardi di lire.
La centrale di Trino fu dedicata al fisico italiano Enrico Fermi, fra i principali ideatori della prima pila atomica dell'era moderna.
La costruzione della centrale iniziò il 1º luglio 1961; il collegamento ai gruppi di generatori elettrici avvenne il 22 ottobre 1964, l'entrata in pre-esercizio avvenne circa un mese più tardi; l'entrata in servizio commerciale fu il 1º gennaio 1965; il 1º febbraio successivo, a seguito della nazionalizzazione dell'energia elettrica, la proprietà della centrale fu trasferita all'Enel.
Al momento del suo debutto operativo era la più grande centrale del mondo a uranio arricchito.

### Vita operativa
Dopo il primo ciclo di combustibile la centrale ebbe un fermo di tre anni a seguito della rimozione dello scudo termico del reattore; il secondo ciclo fu prodotto interamente in Italia dalla società Coren della vicina Saluggia; questa, acronimo di COmbustibili per REattori Nucleari, era una joint-venture paritaria tra Fiat, Breda e Westinghouse, e consegnò all'Enel la prima fornitura di materiale nucleare nel 1968.
In seguito la centrale non subì più fermi per guasti o avarie, ma solo per ricarica o adeguamento dei sistemi di sicurezza, come per esempio avvenne il 21 giugno 1979.
Durante detta fermata furono anche apportate modifiche e miglioramenti organizzativi a seguito dell'incidente accaduto al reattore numero 2 della centrale statunitense di Three Mile Island.

### La chiusura
Nell'aprile del 1986 il reattore numero 4 della centrale nucleare di Černobyl' esplose spargendo una nube radioattiva su una parte dell'Europa. Questo gravissimo incidente portò la popolazione italiana a richiedere e approvare tre quesiti referendari inerenti alla localizzazione e le agevolazioni al nucleare. La centrale di Trino concluse il suo nono ciclo di combustibile il 21 marzo 1987 e caricò il decimo. A seguito di delibera CIPE del 26 luglio 1990 tutto il programma nucleare italiano fu sospeso, l'ultima ricarica di combustibile non ancora consumato fu venduta e la centrale messa in SAFESTOR (Safe Storage o custodia protettiva passiva). In questa condizione, che prevedeva solo il mantenimento in sicurezza delle strutture e degli impianti a tutela della popolazione e dell'ambiente. rimase fino al 2000 quando SOGIN subentrò nella proprietà per avviare le attività di smantellamento dell'impianto.

### Consuntivo di vita
Nella sua vita la centrale fu in funzione per un equivalente di 10,6 anni, con una possibile vita residua del 34%; consumò 4,6 tonnellate di uranio producendo quindi 26 TWh di energia elettrica lorda (corrispondenti a 23,8 TWh netti), pari a 13 volte il fabbisogno della provincia di Vercelli del 1987.

### Lo smantellamento
Nel novembre 1999 la proprietà della centrale, così come per le altre tre centrali nucleari italiane, fu trasferita a SOGIN, che ha il mandato di procedere alla sistemazione dei materiali radioattivi presenti nel sito, allo smantellamento della centrale e al recupero e alla valorizzazione dell'area con l'obiettivo di realizzare la bonifica ambientale del sito: allontanamento del combustibile nucleare, decontaminazione e smantellamento delle strutture e gestione e messa in sicurezza dei rifiuti radioattivi.
Nel 1999 furono smantellati i trasformatori che collegavano la centrale alla rete elettrica.
Nel 2002 furono demolite le torri di raffreddamento ausiliarie.
A seguire, nel 2003 furono decontaminati i generatori di vapore.
Tra il 2003 e il 2004 furono demoliti gli edifici che ospitavano i generatori d'emergenza a gasolio e gli spogliatoi del personale.
Nel 2006 fu ultimata la rimozione della traversa sul Po, che serviva a garantire l'approvvigionamento idrico durante l'esercizio dell'impianto.
Nel 2007 fu completato lo smontaggio dei componenti dell'edificio turbina.
Nel gennaio 2009 fu pubblicato il decreto di compatibilità ambientale per “l'attività di decommissioning – disattivazione accelerata per il rilascio incondizionato del sito”.
Nel 2009 sono terminate le attività di adeguamento del sistema di ventilazione dell'edificio reattore e dell'impianto elettrico dell'edificio turbina e la realizzazione della stazione rilascio materiali. Si sono inoltre conclusi i lavori di rimozione dei componenti e dei sistemi ausiliari non contaminati della zona controllata.
Sono in corso i lavori di rimozione dei sistemi non contaminati della zona controllata e le attività per la messa in esercizio del sistema di ventilazione dell'edificio reattore.
La centrale di Trino è stata la prima delle quattro centrali nucleari italiane ad ottenere il 2 agosto 2012 il decreto di disattivazione per la centrale, approvato dal Ministero dello Sviluppo Economico su parere dell'Autorità di sicurezza nucleare (Ispra) e delle altre Istituzioni competenti, che consente di avviare le attività per la bonifica completa del sito con lo smantellamento e la decontaminazione dell'isola nucleare. 
La Società ha emesso il bando di gara per la progettazione esecutiva e l'esecuzione dei lavori di smantellamento del circuito primario e dei sistemi ausiliari dell'edificio reattore, escluso recipiente e i componenti interni del reattore (tra cui il nocciolo), pubblicato sulla Gazzetta Ufficiale dell'Unione Europea il 4 agosto 2012.

## Primati
- Primato mondiale di funzionamento ininterrotto a piena potenza: 322 giorni (dal 28 settembre 1974 al 16 agosto 1975).
- Reattore più potente al mondo: dal 22 ottobre 1964, quando superò il reattore statunitense di Indian Point 1, al 4 agosto 1966, quando venne sopravanzato dal reattore francese di Chinon A3.